# Les Indestructibles
Pour le jeu vidéo, voir Les Indestructibles (jeu vidéo).
Série Classiques d'animation Pixar
Le Monde de Nemo
(2003) Cars
(2006)
Série Les Indestructibles
Les Indestructibles 2
(2018)
Pour plus de détails, voir Fiche technique et Distribution.
Les Indestructibles ou Les Incroyable au Québec (The Incredibles) est le sixième film d'animation en images de synthèse réalisé par les studios Pixar. Écrit et réalisé par Brad Bird et coproduit par Walt Disney Pictures, il est sorti sur les écrans de cinéma en 2004. Quatorze ans après, une suite sort le 4 juillet 2018, par Walt Disney Pictures.
En 2005, Brad Bird remporte l'Oscar du meilleur film d'animation.

## Synopsis
Dans un monde où les super-héros sont monnaie courante, l'un des plus célèbres d'entre eux, M. Indestructible, passe une journée ordinaire, stoppant des braqueurs en fuite, sauvant un chat coincé dans un arbre et gérant même (maladroitement) Buddy, un fan un peu trop impliqué, croisant au passage quelques collègues comme Elastigirl et Frozone. Après avoir empêché un monorail de s'écraser à la suite de la destruction de la voie par une bombe, il arrive (avec un peu de retard) à son mariage avec Elastigirl, qui veut des explications sur son retard et lui demande de s'impliquer dans leur future vie de couple plus sérieusement, ce qu'il accepte, confiant dans l'avenir.
Malheureusement, l'incident du monorail met le feu aux poudres et déclenche une réaction en chaine. L'opinion publique se retourne contre les Super-Héros en raison des dommages collatéraux causés par leurs actions et après plusieurs procès, le gouvernement crée un programme qui force les super-héros à retourner à la vie civile sous leurs identités secrètes, rendant les actes super héroïques illégaux.
Quinze ans plus tard, Bob et Helen Parr — anciennement connus sous les noms de M. Indestructible et d'Elastigirl — ont maintenant trois enfants, Violette, Flèche et Jack-Jack, et vivent dans une petite maison de banlieue à Métroville. Même s'il aime sa famille, Bob s'ennuie ferme dans la routine de sa vie de banlieusard de classe moyenne et de son travail d'employé de bureau dans une insipide compagnie d'assurances frauduleuse. Avec son meilleur ami Lucius Best, anciennement connu sous le nom de Frozone, il en vient même à jouer les justiciers illégalement pour se rappeler les jours heureux.
Un jour, son superviseur l'empêche d'intervenir pendant un racket. Bob perd son sang-froid, le blesse, et se fait renvoyer. De retour chez lui, Bob reçoit un message d'une femme qui se fait appeler Mirage, qui lui donne la mission de détruire un robot intelligent et autonome hors de contrôle, l'Omnidroïde 9000, sur l'île tropicale de Nomanisan. Bob, plus qu'heureux de redevenir enfin M. Indestructible, accepte la mission sans en avertir sa famille. Il se rend sur l'île, trouve le robot, le combat et le désactive en le faisant détruire sa propre source d'alimentation.
M. Indestructible trouve l'intervention, ainsi que la grosse somme qu'il reçoit, rajeunissante. Ses relations avec sa famille s'améliorent et il récupère sa silhouette d'antan au cours des deux mois qui suivent. En voyant une déchirure dans son costume, il rend visite à la costumière pour super-héros Edna Mode, amie de la famille, pour qu'elle le rafistole. Pensant qu'Helen sait ce que Bob fait, Edna crée également de nouveaux costumes pour toute la famille. Envoyé une nouvelle fois sur Nomanisan, M. Indestructible découvre que Mirage travaille pour Buddy Pine, l'ancien fan de lui qu'il avait froidement rejeté plus jeune. Devenu Syndrome, il est le créateur des Omnidroïdes et a engagé plusieurs super-héros au fil des ans pour les combattre afin de les peaufiner, ce qui en a fait tuer beaucoup. M. Indestructible échappe de justesse à son ennemi en fuyant une explosion qui lui permet de passer pour mort.
Helen rend visite à Edna et apprend les manigances de Bob. Elle active une balise GPS qu'Edna avait glissé dans la combinaison de M. Indestructible (comme dans tous les super-costumes qu'elle a fabriqués pour la famille), ce qui le fait capturer accidentellement alors qu'il s'infiltrait dans la base de Syndrome. Elastigirl emprunte un jet privé pour se diriger à Nomanisan. Elle découvre ensuite que Violette et Flèche ont fugué de la maison et ont embarqué avec elle, laissant Jack-Jack avec une babysitter. Les transmissions radio d'Elastigirl sont remarquées par Syndrome, qui envoie un missile pour l'éliminer. L'avion est détruit, mais Elastigirl et les enfants survivent et arrivent sur l'île grâce à leurs pouvoirs. Helen s'infiltre dans la base et découvre le plan de Syndrome. Quand elle voit que Syndrome est indifférent lorsque sa vie est en danger, Mirage libère M. Indestructible et l'informe que sa famille a survécu et est sur l'île. Helen arrive et part avec M. Indestructible pour retrouver leurs enfants, qui sont chassés par les gardes de Syndrome, qu'ils ont su tenir éloignés assez longtemps avant que leurs parents n'arrivent. Syndrome finit par les capturer tous et les emprisonne. Son plan ultime est d'envoyer le dernier modèle d'Omnidroïde à Métroville pour y semer terreur et désolation, tout en le contrôlant pour donner l'impression de le vaincre et devenir un héros aux yeux des gens. Il compte ensuite vendre ses inventions aux gens pour que tout le monde soit "super", et que finalement, personne ne le soit plus.
L'Omnidroïde est envoyé à Métroville tandis que Syndrome s'y rend en jet, commençant son petit numéro après avoir laissé sa création semer la panique. Les Indestructibles s'échappent dans une fusée jusqu'à Métroville grâce à l'aide de Mirage. À cause de son programme, l'Omnidroïde reconnaît Syndrome comme une menace et lance un laser sur la télécommande qui se trouvait sur son poignet. Ce dernier perd la télécommande et ne peut donc plus contrôler le robot, qui l'assomme. Les Indestructibles et Frozone combattent l'Omnidroïde avec difficulté, jusqu'à ce qu'Elastigirl trouve la télécommande et permette à M. Indestructible d'utiliser une des pinces du robot propulsée pour le détruire. De retour chez eux, les Indestructibles retrouvent Syndrome, qui prévoit d'enlever Jack-Jack et de faire de lui son acolyte pour pouvoir prendre sa revanche sur eux. Alors que Syndrome vole jusqu'à son jet, les super-pouvoirs de Jack-Jack commencent alors à se manifester et il tombe des bras de son ravisseur en plein vol après lui avoir fait passer un sale quart d'heure. Elastigirl le rattrape et alors que Syndrome arrive dans son avion, M. Indestructible lui lance sa voiture, ce qui fait qu'il se fait aspirer par la turbine du jet privé à cause de sa cape (Edna Mode avait précédemment indiqué les dangers d'avoir un costume avec une cape, en rappelant à Bob la liste des super-héros morts à cause de celle-ci), ce qui le tue et fait exploser l'avion.
Trois mois plus tard, les Indestructibles croisent la route d'un super-vilain nommé Le Démolisseur. Ils enfilent alors leurs masques de super-héros, prêts à affronter cette nouvelle menace en famille.

## Personnages
M. Indestructible (M. Incroyable au Québec)
Alias Robert « Bob » Parr, il possède une force surhumaine et une résistance quasi parfaite aux entailles et aux chocs. Il peut probablement soulever une montagne à mains nues. Il vit très mal sa relégation dans un emploi de modeste employé d’assurances et ne peut pas s’empêcher de donner des conseils à ses clients pour être mieux remboursés, ce qui provoque la colère de son patron (Monsieur L'Œuf) qui ne pense qu'à engendrer les profits pour plaire à ses actionnaires.

Elastigirl (Elasto-Fille au Québec)
Alias Helen Parr, la femme de M. Indestructible. Elle peut étirer son corps jusqu'à des dizaines de mètres ou le comprimer, comme Red Richards des Quatre Fantastiques, et peut ainsi se transformer en canot pneumatique, parachute, etc.

Flèche Parr (Dash Parr en VO/Rush Parr au Québec)
Fils de M. Indestructible et d'Elastigirl. Il peut courir aussi vite que le super-héros Flash mais n’est encore qu’un gamin qui ne songe qu’à utiliser ses pouvoirs pour faire des farces (par exemple déposer une punaise sur le siège de son professeur sans être remarqué).

Violette Parr
Fille de M. Indestructible et d'Elastigirl. Elle a le pouvoir, comme Jane Storm, de se rendre invisible et de projeter un puissant champ de force. Elle est en pleine crise d’adolescence, et n’a pas encore résolu tous ses problèmes de timidité. Jusque-là, elle se cache donc derrière une mèche qui lui couvre presque tout le visage.
Violette n'a pas montré l'étendue réelle de ses pouvoirs, étant donné que sa mère lui a toujours formellement interdit de se servir de ses pouvoirs. Elle les utilise donc en dessous de son potentiel et n'en a pas le plein contrôle (comme le montre le passage où elle utilise ses pouvoirs pour protéger Flèche du sbire de Syndrome).

Jack-Jack Parr
Bébé de la famille Indestructible ne sachant ni marcher ni parler. À la fin du film, on découvre qu'il peut changer la densité et la composition de son corps et ainsi se transformer en boule de feu humaine, en statue de métal (d'après ce que l'on peut voir, il en devient même lourd à porter) ou en gremlin rouge ce qui augmente sa force (on voit aussi qu'il en devient plus agressif et violent). Dans le court-métrage Baby-Sitting Jack-Jack de Pixar, directement lié au film, on découvre que Jack-Jack possède bien d'autres pouvoirs tels que la téléportation (comme Diablo des X-Men), la projection de laser par les yeux (comme Cyclope des X-Men), la capacité de léviter ou encore celle de passer à travers les murs. Dans Les Indestructibles 2, bien plus de ses pouvoirs nous sont révélés : il peut devenir un bébé en caoutchouc, augmenter sa taille, prendre l'apparence d'une autre personne, se cloner, faire léviter des objets ou encore disparaître dans une autre dimension.

Frozone (Frigozone au Québec)
Alias Lucius Best, un ami de la famille Parr. À l'instar d’Iceberg dans la série X-Men, il a le pouvoir de créer de la neige et de la glace. Il puise cette force dans ses propres ressources (son niveau d'hydratation) mais peut également recycler l'humidité présente dans l'air (dans un immeuble en feu, il est donc incapable d'utiliser son pouvoir).

Syndrome
Alias Buddy Pine. Vouait une grande admiration à M. Indestructible lorsqu'il était petit et disait être son « plus grand fan » (il se faisait surnommer « Indestructiboy »). Mais celui-ci l’ayant rabroué parce qu’il le trouvait trop collant et ayant causé un incident grave, il lui voue depuis lors une haine et un mépris irrépressibles. Il n’a pas de super-pouvoirs mais est un inventeur de génie. Il veut désormais dévaloriser les super-héros en prouvant que n'importe qui, même sans pouvoirs, peut devenir "super".

Edna Mode
Couturière qui se spécialise dans la confection de costumes de super-héros. Elle a créé les costumes de la famille Indestructible. Ce personnage est inspiré par la costumière Edith Head et l'actrice Linda Hunt.

## Fiche technique
- Titre original : The Incredibles
- Titre français : Les Indestructibles
- Titre québécois : Les Incroyable
- Réalisation et scénario : Brad Bird
- Directeur d’écriture : Mark Andrews
- Storyboard : Josh Cooley et Doug Sweetland
- Musique : Michael Giacchino
- Montage : Stephen Schaffer
- Production : John Walker (en)
- Production exécutif : John Lasseter
- Société de production : Pixar Animation Studios, Walt Disney Pictures
- Société de distribution : Buena Vista International
- Budget : 92 millions USD
- Pays d'origine :  États-Unis
- Langue : anglais et français
- Format : couleurs - 2,35:1 (Cinémascope) - Dolby Digital EX - DTS
- Durée : 115 minutes
- Dates de sortie :
  - Royaume-Uni : 27 octobre 2004 (Festival du film de Londres)
    - 26 novembre 2004 (nationale)

  - États-Unis et Canada : 5 novembre 2004
  - France : 10 novembre 2004 (en exclusivité au Grand Rex)[3], 24 novembre 2004 (nationale)
  - Belgique : 24 novembre 2004

## Distribution

### Voix originales
- Craig T. Nelson : Robert Parr / M. Indestructible
- Holly Hunter : Hélène Parr / Elastigirl
- Sarah Vowell : Violette Parr
- Spencer Fox : Flèche Parr
- Eli Fucile, Maeve Andrews : Jack-Jack Parr
- Samuel L. Jackson : Lucius Best / Frozone
- Jason Lee : Buddy Pine / Indestructiboy / Syndrome
- Brad Bird : Edna Mode
- Elizabeth Peña : Mirage
- Dominique Louis : Folamour
- John Ratzenberger : Le Démolisseur
- Wallace Shawn : Gilbert L'Œuf
- Bud Luckey : Rick Dicker
- Bret Parker : Kari McKeen
- Jean Sincere : Mme Hogenson
- Lou Romano : Bernie Kropp
- Wayne Canney : Principal
- Michael Bird : Tony Rydinger
- Kimberly Adair Clark : Honey
- Teddy Newton : Journaliste
- Will Ferrell : Garde présidentiel

### Voix françaises
- Marc Alfos : Robert Parr / M. Indestructible
- Déborah Perret : Hélène Parr / Elastigirl
- Lorie Pester : Violette Parr
- Simon Koukissa : Flèche Parr
- Eli Fucile, Maeve Andrews : Jack-Jack Parr
- Thierry Desroses : Lucius Best / Frozone
- Bruno Salomone : Buddy Pine / Indestructiboy / Syndrome
- Amanda Lear : Edna Mode
- Juliette Degenne : Mirage
- Patrick Osmond : Folamour
- Pascal Massix : le principal / le Démolisseur
- Philippe Peythieu : Gilbert L'Œuf
- Jean-Bernard Guillard : Rick Dicker
- Dorothée Pousséo : Kari McKeen
- Lily Baron : Mme Hogenson
- Denis Boileau : Bernie Kropp
- Maël Davan-Soulas : Tony Rydinger
- Annie Milon : Julie
- Boris Rehlinger : un policier / la voix de l'ordinateur
- Yann Pichon : l'avocat d'Oliver Sansweet
- Patrick Poivre d'Arvor : le narrateur du reportage sur le procès de M. Indestructible

- Version française
  - Studio de doublage : Dubbing Brothers
  - Direction artistique : Barbara Tissier
  - Adaptation : Philippe Videcoq

### Voix québécoises
- Benoit Rousseau : Bob Parr / M. Incroyable
- Camille Cyr-Desmarais : Hélène Parr / Elasto-fille
- Catherine Brunet : Violette Parr
- Léo Caron : Rush Parr
- Julien N'Guyen : Jack-Jack Parr
- Didier Lucien : Lucien Meilleur / Frigozone
- Martin Watier : Petit / Incroyablado / Syndrome
- Denys Paris : Edna Mode
- Alain Zouvi : Bombe Voyage et Garde
- Patricia Tulasne : Mirage
- Manuel Tadros : Gilbert L'Oeuf
- Luis de Cespedes : Rick Dicker
- Lisette Dufour : Kari McKeen
- Hélène Mondoux : Julie
- François-Nicolas Dolan : Rusty McAllister
- Chantal Baril : Mme Hogenson
- Xavier Dolan : Tony Rydinger
- Daniel Picard : Berny Kropp
- Antoine Durand : Principal
- Yves Massicotte : Frank Thomas
- Vincent Davy : Ollie Johnston
- Gilbert Lachance : l'avocat d'Oliver Sansweet
- Béatrice Picard : la vieille dame au chat
- François Sasseville : le policier de la bijouterie
- Pierre Auger : le présentateur des informations et Inframineur
- Johanne Garneau : la femme dénonçant les super-héros

- Version québécoise
  - Société de doublage : Technicolor Services Thomson
  - Direction artistique et adaptation : Olivier Reichenbach

## Production
Pour sa sixième production, Pixar s'est assuré les services de Brad Bird, le réalisateur du film Le Géant de fer, dont l'intelligence et la sensibilité du scénario avaient été remarquées à sa sortie en 1999 malgré un relatif échec commercial. Cette nouvelle histoire nous conte les aventures d'un super-héros et de sa famille extraordinaire confrontés à la banalité du quotidien et, accessoirement, à un super méchant nommé Syndrome. Au départ, Les Indestructibles était un film d'animation traditionnel produit par Warner Bros. Pictures. Lorsque cette société ferma sa division animation en l'an 2000, le projet et son réalisateur furent récupérés par Pixar qui lui donna son envergure actuelle. Par ailleurs, la plupart des équipes qui ont travaillé sur Le Géant de fer, ont rejoint le projet des Indestructibles avec Bird.
Les décors sont qualifiés par Brad Bird de « rétrofuturistes », c'est-à-dire qu'ils représentent l'avenir tel qu'imaginé dans les années 1960.

### Musique
La musique est composée par Michael Giacchino.
|    | Titre                     | Durée |
| -- | ------------------------- | ----- |
| 1  | The Glory Days            | 3:33  |
| 2  | Mr. Huph Will See You Now | 1:36  |
| 3  | Adventure Calling         | 2:24  |
| 4  | Bob vs. The Omnidroid     | 2:54  |
| 5  | Lava in the Afternoon     | 1:32  |
| 6  | Life's Incredible Again   | 1:25  |
| 7  | Off to Work               | 2:00  |
| 8  | New and Improved          | 2:16  |
| 9  | Kronos Unveiled           | 3:17  |
| 10 | Marital Rescue            | 2:20  |
| 11 | Missile Lock              | 2:08  |
| 12 | Lithe or Death            | 3:25  |
| 13 | 100 Mile Dash             | 3:09  |
| 14 | A Whole Family of Supers  | 3:29  |
| 15 | Escaping Nomanisan        | 1:47  |
| 16 | Road Trip!                | 2:28  |
| 17 | Saving Metroville         | 5:04  |
| 18 | The New Babysitter        | 3:27  |
| 19 | The Incredits             | 7:22  |

## Suite et conversion 3D
Le 18 mars 2014, Robert Iger annonce la mise en production de Cars 3 et Les Indestructibles 2, ainsi qu'une conversion 3D (tout comme Ratatouille).

## Autour du film
- Lors de sa sortie aux États-Unis, le film n'a pas été classé comme étant visible par tous les publics. Il a été crédité d'un classement mettant en garde contre certains éléments pouvant être inadaptés pour le jeune public.
- Frank Thomas et Ollie Johnston ressortirent tous les deux de leurs retraites pour donner leurs voix (version anglaise uniquement) à leurs caricatures sous la forme de deux vieux messieurs déclarant « that's old school », « yeah, no school like the old school ». Ils sont deux des Nine Old Men de Walt Disney, c'est-à-dire les neuf animateurs seniors qui supervisaient le travail des équipes d'animation des années 1930 à 1970.
- Le titre québécois, Les Incroyable, ne prend pas de s final car il fait référence au nom de famille, qui est donc propre et invariable. Il devrait en être de même en France, mais Disney France a préféré contourner la règle et faire plutôt référence au caractère indestructible de la famille en l'utilisant comme adjectif qualificatif : Les Indestructibles.
- En 2010, une série au concept assez proche (c'est-à-dire mettant en scène une famille dont chaque membre est doté de pouvoirs) a été diffusée à la télévision : Super Hero Family.

- Le 2 novembre 2017, Disney annonce une rethématisation de la zone Paradise Pier de Disney California Adventure en Pixar Pier prévue pour l'été 2018 avec comme fait majeur les montagnes russes California Screamin' adoptant le thème de Les Indestructibles[9],[10].
- Au début du film, quand Frozone dit lors d’une interview, il dit « Les Supers Nanas ? Elles veulent tous vous révéler leurs identités secrètes ! ». Il s’agit probablement d’un clin d’œil à la série animée Les Supers Nanas de Craig McCracken. Cela ne révèle pas si Frozone connaît cette série car il dit que ces petites héroïnes peuvent révéler les identités secrètes des autres.